# 葬送的芙莉蓮角色列表

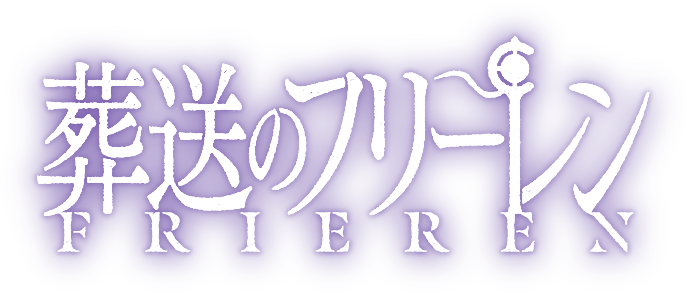

下表列出由山田鐘人原作、阿部司作畫的《葬送的芙莉蓮》漫畫及動畫改編系列的登場角色。

## 芙莉蓮一行人
芙莉蓮（聲：種崎敦美（日本）；顧詠雪（香港）；李昀晴（台灣））
女主角，白髮绿眼、生存上千年的精靈族大魔法使，因為替人類研究解析「殺人魔法」而做出巨大貢獻，並且葬送過最多數量魔族性命，因此被魔族稱為「葬送的芙莉蓮」。
千年前居住的村莊被魔王軍將軍「王座巴扎爾特」屠村，獨自擊敗巴扎爾特後被路過的人類大魔法使弗蘭梅收為徒弟，受這段經歷影響開始憎恨魔族並學習魔法。為了瞞騙魔族，在弗蘭梅指導下長期訓練自己維持在魔力限制的狀態。弗蘭梅過世後獨自修練魔法千年，如今已達到爐火純青的地步。千年後受勇者欣梅爾的邀請加入其隊伍，展開為期十年的討伐魔王之冒險，最後與勇者一行人成功討伐魔王完成偉業。
討伐魔王歸來後，與勇者一行人觀賞50年一遇的流星雨，更與隊友約定50年後帶領他們前往欣賞下一次流星雨的最佳觀賞位置。之後與勇者一行人分道揚鑣，獨自展開周遊中央諸國、收集魔法的旅途。50年過後她返回王都實現約定，卻發現舊隊友都已老去，在欣梅爾辭世前實現了50年前與他們一起觀賞流星雨之約定。在欣梅爾葬禮上懊悔自己明知人類壽命短暫，卻從未好好利用那50年時光多加了解欣梅爾的事情。她以此悔恨為契機展開了解人類的自我救贖之旅。
二十年後受高齡的舊孤友海塔委託，收留他收養的孤女費倫並展開尋找靈魂長眠之地的旅程，之後另一舊隊友艾冉的弟子修塔爾克也加入她們的旅程。她在旅途中逐漸敞開心扉，透過夥伴增加對人類感情的理解。舊地重遊時發生的新事件不斷觸發過去的記憶，幫助她理解其他人曾經給予過她、卻未被曾經愚鈍的自己把握住的溫柔與真意，由此獲得真正的自我成長。
與同為精靈的師祖、大魔法使賽莉耶自從千年以前第一次見面開始，就因為志趣不合而不咬弦。首次見賽莉耶時就堅持魔法經自己探索獲得才最愉快，因此拒絕賽莉耶贈送魔法，讓賽莉耶對她作出「沒有野心、不能成器」的評價。直到千年後的一級魔法使資格測試中，在第一輪試驗中，成功解析並打破賽莉耶用來保護會場而製造的大結界；而在第二輪試驗中，以積極表現保送其他讓她覺得不夠格的魔法使順利過關；在賽莉耶的最終面試中仍然堅持自己千年前的回答，明確表示給她帶來緣分的「變出花田的魔法」才是她最喜歡的魔法。最後被賽莉耶判定不合格後離開會場，並被禁止在接下來的一千年再踏入大陸魔法協會。
名字在德語中的意思為「冰冷」。
費倫（聲：市之瀨加那（日本）；林沛笭（台灣））
人類族魔法使，頭髮和雙瞳皆為紫色的少女，芙莉蓮的頭號弟子。平常個性溫和穩重，對誰都用敬語相稱，在隊伍中經常擔任照顧者的角色。但說話有時相當不留情面，對缺乏自我管理能力的人尤甚，一旦生氣就會陷入冷戰狀態。
南方諸國地區出身，因為戰爭失去雙親而成為孤兒，在絕望欲尋短見之際被海塔收養。九歲時因為芙莉蓮拜訪海塔而結下不解之緣，被海塔託付給芙莉蓮照顧並跟她學習魔法。因為出眾的魔法天賦與學習能力，被芙莉蓮評價她在「短短四年間跨過了普通魔法使十年的距離」。並非對魔法有超常的熱情，刻苦的學習魔法是為了報答海塔的恩情，以證明自己能依靠魔法生活下去。久而久之因為對芙莉蓮對魔法有孩童般的探求心產生共鳴，而找到繼續努力的理由。
擅長潛伏作戰，即使是芙莉蓮也無法輕易找到隱藏魔力的費倫；魔力抑制的技術雖然在細節處仍嫌粗糙，但之後仍獲得大魔族索莉泰爾的高度讚賞。
在海塔逝世後參加聖都斯特拉爾的魔法使資格測驗，以史上最年輕的首席成績取得三級魔法使資格。陪同芙莉蓮踏上旅程，並擔任她的助手。後來通過魔法使資格測試而成為一級魔法使，被芙莉蓮的師祖兼大陸魔法協會成立者賽莉耶認定為潛力不可估量，甚至想直接將她收為徒弟，但費倫因為與芙莉蓮更親近而推辭。
在旅程期間和修塔爾克互相漸生情愫，但因羞澀不願表達、修塔爾克又鈍感，而一直止於曖昧狀態。
名字在德語中的意思為「遙遠﹑遠方」。
修塔爾克（聲：小林千晃、清都亞理沙（幼年）（日本）；張立昂、邱涵菲（幼年）（台灣））
人類族戰士，單純善良、富責任感的紅髮紅瞳少年，艾冉的弟子，擅用武器為長柄斧。與其可靠的實力及外表不符，個性乖巧膽小、內心纖細敏感，非常樂於助人，所以人緣極好且容易受小孩子歡迎。
中央諸國庫雷地區的戰士之村出身，卻被父親視為失敗者。後來在家鄉被魔族襲擊時，在兄長修特爾茲掩護下獨自逃走，作為唯一倖存者而相當自責且自卑。而後被艾冉收為徒弟，在艾冉的訓練下擁有能劈開山壁的斬擊、超結實的身體和極快的恢復力，即使是強大的魔物也很難在他身上留下傷痕。直到和艾冉發生爭執的期間，被“基於自保”的艾冉傷及左邊額頭而就此決裂。
起初因為嚴重缺乏實戰經驗而欠缺自信，誤以為自己讓師傅失望，但並未察覺自己的潛力連師傅艾冉都心生畏懼，被艾冉認為未來能成為「了不起的戰士」。另外還擁有作為優秀戰士的重要特質——「能為他人而戰的信念」，而這個特質也在益加危險的戰鬥中不斷成長，使他的心理素質愈挫越勇，然而在言詞承受力方面似乎毫無成長。
欣梅爾過世25年後，獨自路過利魯爾峽谷地區的臨近村莊，與襲來的強大魔物「紅鏡龍」對峙令其撤退，毫不退縮的英勇之舉被該村莊居民奉為英雄。但實際上他對自己能力的錯誤認知，導致他裹足不前。在芙莉蓮和費倫思考對抗紅鏡龍的策略時受邀加入隊伍，並接受費倫的鼓勵後，迅速單獨討伐紅鏡龍，其後離開居住三年的村莊，擔任芙莉蓮的隊伍近衛。
曾在一級魔法考試的空檔，幫助威亞貝爾討伐魔物獅子豬而深受其信賴，但拒絕加入其隊伍平定北方邊境戰亂的邀約。後來在討伐神技之雷沃戴時，被一級魔法使葛納烏認可為出色的戰士。
在旅程期間和費倫互相漸生情愫，但因鈍感導致他停滯不前，加上費倫也因為羞澀而不願表達，而一直止於曖昧狀態。
名字在德語中的意思為「強大、強壮」。
贊恩（聲：中村悠一、川井田夏海（幼少期）（日本）；陳彥鈞、林沛笭（幼少期）（台灣））
居住北方諸國地區阿爾德森林附近村莊的人類僧侶，因為父母早逝而和身為村莊神父的大哥相依為命。言行相當世俗化，喜歡煙酒、賭博和成熟的美女，雖然品行已經達到破戒僧的境界，但卻擁有出色的僧侶才能，對詛咒魔法有抗性。
兒時受海塔啟蒙而嚮往冒險，與好友在海塔帶領下見到克拉伏特和其夥伴的古代雕像時，好友為了名稱響亮而按照克拉伏特的外型取了「大猩猩戰士」的渾名，而海塔按照克拉伏特夥伴的外型給贊恩取了「山羊鬍僧侶」的渾名，約定一起去冒險、成為名滿天下的英雄。但由於大哥為陪伴他而推辭了海塔舉薦至聖都任職的機會，加上曾邀請他成為冒險者的好友「大猩猩戰士」獨自踏上旅程後音訊全無，從而使他放棄夢想、停滯不前。
欣梅爾過世29年後，在協助大哥舉辦慶典期間不慎落入沼澤，被造訪村莊的芙莉蓮等人所救，其後也幫助修塔爾克輕鬆治療被蛇咬傷、本應必死的猛毒。因為大哥不希望他放棄夢想悔恨終身，加上芙莉蓮等人積極邀請，為了尋找好友「大猩猩戰士」的下落選擇暫時加入隊伍同行。在帝國篇再度和芙莉蓮等人重逢同行，並且得知好友「大猩猩戰士」是影中戰士的一員。
名字在德語中的意思為「存在」。

## 勇者一行人
欣梅爾（聲：岡本信彥（日本）；張振熙（香港）；喬資淯（台灣））
人類族勇者，芙莉蓮的昔日冒險夥伴， 討伐魔王四人組小隊裡的公認領導者。特徵是左眼旁的淚痣與藍色雙瞳。年輕時留著藍色短髮且容貌俊秀，晚年則是變成了禿頭駝背、蓄著濃密白鬍子的老人，自戀的樣子也沒有改變，第一人稱也和當時一樣是我「(僕)」。
兒時母親早逝，與海塔同在孤儿院一起長大的青梅竹马关系。偶然救助被魔物襲擊的商人，而獲贈勇者之劍仿造品，受到海塔的嘲笑刺激而立志成為勇者。與小時候偶然幫助了迷路的他，並向他展示「變出花田的魔法」的精靈族魔法使芙莉蓮重逢後，共同踏上十年的冒險旅程。16岁时，正式踏上魔王讨伐之旅。在出发的那天和艾冉一起对国王说坏话，差点以不敬罪被处刑。最後帶領小隊成功討伐魔王，從最一開始的遊歷四方的勇者之一，十年內成為守護世界的英雄（26岁）。討伐魔王歸來後度過寧靜的第五十年（76岁），等到四人組履行“最后的冒险”再度觀賞半世纪流星雨的約定後心滿意足、壽終正寢而過世。不仅有知道当时情况的各地老人依旧敬慕他，包括听着他的父母辈的伟大事迹长大的一代在内，很多人参加了他的葬礼并流下了眼泪。
不只實力強大，而且待人謙虛、善良堅毅、慷慨誠信。幾乎會毫不猶豫的對任何需要幫助之人伸出援手，而且相當重視和照顧夥伴。毫无疑问是个拥有勇者之心，比任何人都温柔的青年，身邊的隊友都一致認可他的高尚品格並接受他這名領袖，各自散夥後還受他的言行影響一生。由於生前不只是討伐魔王、拯救世界，還曾救助過許多地區的人民，在各地接下各種委託而幫助處理民眾諸多瑣事，因此過世後數十年都仍然備受各地景仰，部分民眾也受其影響而紛紛投入行善與冒險的行列。
手持一把矮人仿製傳說中勇者之劍外型所鑄、因緣際會流到他手裡的雙手巨劍，但即使是他也沒能拔出真正的傳說中「勇者之劍」，卻被身旁知情者們認定為冒牌勇者，最後仍在不藉助「勇者之劍」力量的情況下也完成討伐魔王的偉業。
剧中主要在回忆场景中讲述欣梅尔压倒性的强大。从年幼时期开始也曾使用小刀大小的刀具击退比自己还大的魔物。实际上挥动复制品的传说之剑时（因为欣梅尔不是魔法师，所以只用剑压），森林里的树木全部被砍断的。曾在七崩贤的贝瑟结界上一击留下伤痕。贝塞的结界被认为是人类的力量无法破坏的，连当时的芙莉莲都是放弃的水平，所以也可以说是欣梅尔最远离人类的描写。虽然年事已高，但仍然活跃在大陆北部，有许多危险的魔物和魔族栖息。其强大的战斗力似乎也受到魔族的畏惧，断头台的阿乌拉等魔族残党在他死后才再度开始活动。
喜愛冒險本身的過程多於最後的結果，認為冒險旅途開心有趣最重要，即使魔王讨伐之旅的脚步变得相当缓慢，但却受到队伍成员的爱戴。碰到浪費時間走彎路的情形從來不生氣不失耐心，覺得越困難越有趣。堅持碰到迷宮就必須要去探索、要走迷宮就要把每個角落全部走透，支路未走完就太早碰上終點便寧願回頭重走。這導致他的勇者小隊同時成為有史以來踏破最多迷宮、對迷宮探索最有經驗的小隊（同时这个习惯也与芙莉莲收集各类魔导书爱好不谋而合）。
曾经因为他的温柔和尊重人的理性态度而成为仇人，对无视芙莉莲的忠告而袭击某个村庄的孩童模样的魔族视而不见，结果发展成更惨事的痛苦经验，但最终还是欣梅尔理解了芙莉莲的话，毫不犹豫地一刀砍了过去。从那以后，对于不适用人类规则的残暴魔族，他就不再犹豫了。
从他的言行举止中，可以看出欣梅尔暗地里单相思，或者對兒時幫過他的芙莉蓮抱有愛慕之情（她本人也在听说出这件事后立刻回想起来）。当村里的孩子掀起芙莉莲的裙子时，会说“臭小鬼”、“我要杀了你”等与勇者完全不相称的言行，还会说“我也想看”；对她的飞吻反应秒杀（由于这个表现，芙莉莲误以为是拥有非常高的姐姐杀伤力的技能直到现在）等等。但自知兩者壽命天差地遠，所以一直都未曾明确地用语言表达自己的想法，只能以當年的芙莉蓮無法理解的暗示來表達愛意。在送芙莉蓮討伐有功的獎品時，因芙莉蓮隨手挑中的剛巧是象徵永恆之愛的鏡蓮花的戒指，理解花語（“久远的爱情”）的他便單膝下跪為她左手无名指戴上。（也曾对她说过想让她看看故乡喜欢的花，以前也曾暗示过他是对植物相当感兴趣的类型）。另一方面如前所述，芙莉莲教他魔族的可怕之处，有时欣梅尔又批评芙莉莲用魔法毫不留情地破坏奥拉率领的死者大军，教她人类重要的心灵微妙之处等，互相传授重要的东西，也是互相受益亦师的关系。原作118话中因为无法实现而放弃的梦想，在被施了能看见幻象的魔法时梦见了和芙莉莲的结婚仪式，因此确定了对她的感情。但是，或许是考虑到与长寿的她之间存在的诸多问题，他似乎有些恋恋不舍，在各地建立铜像的理由之一是“不想让芙莲再次孤单一人”。
對自己的外貌有著外溢的自信、轻浮，使夥伴們經常對他的自戀感到無言（所谓的“残念帅哥”）。冒險途中喜歡到處花時間豎立自己的雕像，尤其對自己該擺什麼姿勢異常講究，造成隊友與各地雕刻師的麻煩。但其實主要是為了確保芙莉蓮在他們過世後還能擁有他們存在過的證明才留下，成为芙莉莲追忆当时的标记。而芙莉蓮為了方便整理各地他保留的雕像，因而收集了「替銅像除鏽的魔法」。关于与芙莉莲刚见面时的提到魔法使实力，海塔看穿了她的魔力限制，而欣梅尔自己虽然也没看穿，但直觉认为芙莉莲比至今为止遇到的任何魔法使都强。
欣梅爾的過世是改变其深爱的女人命运的路标。芙莉蓮在他葬禮上真切體會到欣梅爾對她的意義，懊悔自己浪費數十年光陰之後，立志要了解人類。而二十餘年後又在隊友海塔和艾冉的勸說之下，按照恩師弗蘭梅的手記指引，踏上“了解人类旅程”，希望在魔王城遺跡找到天國魂眠之地與欣梅爾的魂魄對話。而本作中每一話都是以欣梅爾辭世，芙莉蓮開始理解人類之旅那年開始紀年。虽然在故事的第一话就退场了，但随着故事的发展，他的存在感也会增加，这也是其魅力所在。
欣梅尔不是那种让人难以接近的勇者，反而是一般人也会感到亲近的勇者。他和海塔所说的语言是生活在普通日常生活中的人们也能理解的一种人生经验一样的东西（例如在旅程分手时候不愿意落泪告别，是因为觉得下次见面时会感到尴尬害羞观点），读者方面或许也有从欣梅尔的语言中有所学习的人。对于芙莉莲来说，欣梅尔是一个模糊而永恒的偶像，同时对于读者，特别是RPG爱好者来说，也是最贴近生活、演绎出“勇者”标签的角色。
名字在德語中的意思為「天堂、天空」。
海塔（聲：東地宏樹（日本）；王辰驊（台灣））
人類族僧侶，芙莉蓮的昔日冒險夥伴，欣梅爾的同鄉。年輕時留著綠色短髮，個性睿智有禮，完全信任欣梅爾，在勇者一行隊伍中作為開心果。
原本是欣梅爾故鄉孤兒院裡的孤兒，因為取笑欣梅爾而促成後者立志成為真正的勇者，自己也在成為僧侶後跟隨欣梅爾展開冒險旅程。在勇者一行中負責治療、輔助，魔力量以年輕人類而言十分強大，約為抑制魔力後芙莉蓮的五倍。在被關進不死七崩賢地結界內時，能使出讓全隊數月不吃不喝、不必呼吸兩個月的輔助魔法，讓芙莉蓮專注於解除結界。
絲毫不在乎僧侶忌酒的戒律和愛挑食，還經常在喝酒一事上說謊，常被調侃為「酒肉僧侶」。在討伐魔王的旅途上，幾乎每個禮拜都會有一天因為嚴重宿醉而處於派不上用場的狀態。把芙莉蓮當小孩一樣寵著。勇者一行中，海塔是最會直接表示對她各種瀟灑自我行為不滿的隊員。雖為僧侶但不在乎天堂是否真的存在，只是認為「它存在的話會對大家都比較好」。
討伐魔王歸來後成為聖都的祭司，而欣梅爾過世的二十多年期間則獨自隱居中央諸國聖都斯特拉爾郊外。收留戰爭中失去親人的少女費倫，並為了活得更長久，不留下她孤獨一個人在世上而戒酒。
邁入九十餘歲高齡時與芙莉蓮重逢，以害怕死亡、委託她解讀賢者埃維希墳墓裡發現的魔導書尋找不死魔法為藉口，拜託芙莉蓮擔任費倫的導師教導魔法，以培養費倫成為獨當一面的魔法使。最終和芙莉蓮、費倫生活六年後，在知道費倫已經成為獨當一面的魔法使，芙莉蓮也願意接手撫養，不再需要他擔心之後，以百齡高壽安詳地與世長辭。
名字在德語中的意思為「開朗、寧靜」。
艾冉（聲：上田燿司（日本）；陳彥鈞（台灣））
矮人族戰士，芙莉蓮的昔日冒險夥伴。留著遮住臉部的褐色頭髮和鬍鬚，頭戴維京式雙角頭盔。沉默寡言、完全不露出笑臉或其他表情，但開口往往一針見血。
擁有異常結實的肉體和能捏碎鑽石的力量，無論受到多超乎常理的傷害都毫髮無損，還因此常常噁心到隊伍中負責治療的海塔。而這種承傷觀念也傳承到弟子修塔爾克身上。使用雙手大斧，戰鬥中負責配合欣梅爾做物理攻擊或保護夥伴。因為身材矮小，所以全隊逃跑的情況下一般是被高大的海塔揹著跑。
因為矮人有著比人類還長的壽命（約三百年，為人類的三至四倍），所以現今是勇者四人組中除芙莉蓮外唯一還在世的人；但也已經步入中老年，體力較以前已明顯衰弱，無法維持過去的戰鬥水準。但事實上雖然自稱今非昔比，他還是能輕易地使出超人般的力量，修塔爾克一面說著他老，一面也認為他應該還能活很久。原本認為往生者會回歸虛無，但在海塔的影響下開始相信天國的存在。
中央諸國布雷德地區出身，過去因為家鄉遭魔族襲擊而導致兩名家人罹難，受邀加入欣梅爾的冒險隊伍。討伐魔王歸來後，親自培育同樣從魔族肆虐的家鄉逃離的修塔爾克成為戰士，並向芙莉蓮推薦他。雖然個性耿直笨拙不善言語，三年前與修塔爾克大打出手之後放任他離開，但其實十分關心身為徒弟的修塔爾克，對他所重視的人會在生日時做送給戰士的超巨大漢堡排作為禮物，稱「努力拚搏過之人皆為戰士」。
喜歡吃酸的葡萄，促使芙莉蓮為了他收集了「將葡萄變酸的魔法」。不喜歡浪費時間。在欣梅爾或芙莉蓮浪費時間時，會不斷提醒欣梅爾要把握時間做正事。
與海塔在散夥後仍有書信往返。兩人都覺得欣梅爾與芙莉蓮當年互相沒能理解太可憐。所以在欣梅爾過世28年後，以海塔的研究為基礎，幫助造訪此處的芙莉蓮和費倫在佛爾盆地找出弗蘭梅遺留的魔法筆記，並建議芙莉蓮前往筆記中所記載的「靈魂長眠之地」去重新面對欣梅爾的靈魂，兩者把未能說出的話、未能表達的心意直接表達清楚。
名字在德語中的意思為「鐵」。

## 大陸魔法協會
大陸魔法協會為賽莉耶創立，為現代管理魔法使的組織，負責測驗並分派資格證明，共分為九個等級、6到9级视为实习阶段，五級以上均职业魔法使。特定地區設有限制，須有指定等級以上的魔法使隨行才能進入。已登記的魔法使含見習魔法使，人數約2000人，其中五級以上的專業魔法使約600人，一級魔法使現存五十人左右（費倫錄取前「不足五十人」但費倫同期錄取六人、所以有可能已超出五十人）

### 大魔法使
賽莉耶（聲：伊瀨茉莉也（日本）；魏晶琦（台灣））
魔法使的頂點，是從神話時代就生存至今的精靈族大魔法使。金色長髮的女性，身為弗蘭梅的師父和芙莉蓮的師祖，人稱師祖。幾乎網羅人類歷史所有魔法的活體魔法書，被喻為是「最接近全知全能女神的大魔法使」。
一千多年前離群索居，因為一時的心血來潮收了人類弗蘭梅為弟子，間接促成人類魔法時代的開創，但本身認為魔法不應普及而極為反對弗蘭梅的事業。但在芙莉蓮一行人出發旅行的半個多世紀前，突然出現在人類社會中創立「大陸魔法協會」，立下能通過考核成為一級魔法使的人就能獲得她傳授一種魔法的特權，同時規定只有一級魔法使才能自由進入遭受魔族肆虐的北方各國領域。
能夠以「轉移魔法的魔法」的方式，直接把自己積累的魔法結晶轉移給他人，此技能讓本應因年齡限制無法修習複雜魔法的人類，習得高難度魔法，但代價是讓渡後自己需要重新花時間修習。這份轉讓即是升任一級魔法使所得的絕對「特權」。
喜歡富有才能或野心的人，把這視為傑出魔法使的必要特質，因此不怎麼喜歡在她眼中毫無野心的芙莉蓮。千年前認可芙莉蓮的實力、提出要授予芙莉蓮任意其想要的魔法，但被芙莉蓮以「魔法就是探究時才有趣」為由斷然拒絕，從此累積長達千年的冰冷關係。然而個性與芙莉蓮一樣，是個與冷淡外表不符、非常孩子氣又笨拙的人。對待弟子不懂得表達自己的關心懷念，總是喜歡諷刺弟子們終究只學會一點皮毛知識，卻又牢記著自己每一個弟子的性格與喜歡的魔法。縱使多數弟子未能名垂青史，她卻從不後悔收他們為徒。例如最為鄙視弗蘭梅與芙莉蓮都喜歡的「種出花田的魔法」，聲稱該魔法無聊無用，還因此不給芙莉蓮一級魔法使的認可，但事實上卻是過了千年還記著這是弗蘭梅最愛的魔法、並用它保持宮殿花園的盛放來紀念弟子。
與弗蘭梅和芙莉蓮兩人一樣，持續抑制自身的魔力。抑制後的魔力在一級魔法使列魯寧看來，與解開抑制後的芙莉蓮相當。迄今只有費倫看出她抑制魔力產生的搖晃。雖然聲稱弗蘭梅是自己的失敗作，不過在弗蘭梅過世後向芙莉蓮斷言，弗蘭梅對人類們傳授魔法的舉動將會改變歷史，並表示未來將是人類魔法使的時代。
弗蘭梅評價其雖然有能力打敗魔王，但喜歡戰鬥的她會因為受不了和平無爭的年代而不做。同時認為「特權」是絕對必須履行的事項，將「逆轉詛咒的魔法」讓渡給鄧肯，自稱自己仍有數種手段足以對抗詛咒；但在將「輕鬆清洗衣服污漬的魔法」授予費倫時顯得不太情願。
在馬哈特將維伊澤化為黃金鄉後，現身與之交手仍顯得遊刃有餘，並導出馬哈特無法逆轉黃金化、與「返還詛咒的魔法」能夠對抗黃金詛咒等二項結論。交戰由賽莉耶的弟子們中斷，並由弟子們設立大結界封印黃金鄉。
名字在德語中的意思為「連續、系列」。

### 一級魔法使
立於魔法使頂點的一群人，人數約為45人上下，一般來說成為一級魔法使相當於成為賽莉耶的弟子，需聽從其派遣執行一部分的任務。
列魯寧（聲：宮内敦士（日本）；張立昂（台灣））
一級魔法使，賽莉耶的心腹之一，裘爾地區魔法都市歐伊沙斯特的大陸魔法協會北方支部成員。灰髮的年老男性，是全人類首位一級魔法使，同時也是賽莉耶的弟子之一，常被賽莉耶調侃是「膽小鬼少爺」。看似年老卻深藏不露，極少數能看穿芙莉蓮有進行魔力限制的魔法使。在第一輪考試前發現芙莉蓮持有的「聖杖之證」及其限制魔力的跡象，允許她參加一級魔法使考試。
善用創造魔像，一級魔法使第二場測驗時給與考生的魔像即是由其開發，該魔像仍在試作階段便具有不俗的戰力，足以在零落的王墓中短暫對抗冉則的複製體、救人出場，更能治療傷害。
為了讓師傅記住自己，不惜襲擊芙莉蓮並打算殺死她藉以名留青史，其魔法曾一度打穿芙莉蓮的防禦魔法並造成有效傷害，但芙莉蓮以「這是無謂之舉」為由拒絕與他交手，還向他表明了賽莉耶未展現在弟子前的溫柔一面。
年輕時曾服務於宮廷，與鄧肯是同期加入的多年好友，在被人陷害失去官職時，制止鄧肯替自己說情的舉動並將這份恩義深藏心中。為此在數十年後以身犯險，與艾黛爾一起前去調查被馬哈特變成黃金鄉的好友的故鄉，在與馬哈特交手後成功與讀取到馬哈特記憶的艾黛爾逃出該處。
名字在德語中的意思為「學習」。
冉則（聲：照井春佳（日本）；張乃文（台灣））
一級魔法使，賽莉耶的心腹之一，裘爾地區魔法都市歐伊沙斯特的大陸魔法協會北方支部成員。淺褐色髮長及地的年輕女性。性格嚴肅，總是面無表情，在對自己不利時會陷入沈默。近戰特化型魔法使，擅長操控頭髮的魔法，利用魔力強化、改造並操縱長髮，攻守一體，攻擊更兼具對抗現代防禦魔法所須的質量攻擊與鑽空子技術，但在特性上與尤蓓爾相性極差，自述自己無法構築出戰勝對方的想像。
在芙莉蓮參加一級魔法使考試期間擔任第二輪考試考官，自稱和平主義者，不喜歡有前途的魔法使出現無謂的傷亡。考試以團隊合作為主旨，不需要考生彼此競爭，只要達成要求都能合格，而且會準備緊急用的救生措施，所以死亡率很低。而與因為她認為一級魔法使該有將不可能化為可能的能耐，所以設置的考題難度極大，導致過去由她主持的四次考試都未出現合格者。
名字在德語中的意思為「鐮刀」。
葛納烏（聲：新垣樽助（日本）；陳彥鈞（台灣））
一級魔法使，裘爾地區魔法都市歐伊沙斯特的大陸魔法協會北方支部成員。赤紅髮的青年男性，性格冷淡嚴肅，對自己的冷酷無情和麻木深有自覺，賽莉耶稱其「討人厭」、「和善良搭不上邊」。使用「控制黑金之翼的魔法」，能攻擊亦可飛行，雖然是魔法使但也十分擅長近戰。
在芙莉蓮參加一級魔法使考試期間擔任第一輪考試考官。認為成為一級魔法使該具有足夠的實力，所以安排的考試都有危險性，且鼓勵考生彼此競爭，所以死傷率很高。
失去了他認為因太過善良而犧牲自己保護孩子的搭檔後，接獲討伐毀滅自己家鄉的魔族的任務，和梅特戴組成新搭檔遇到芙莉蓮一行人，為了保護村子內受害者們的遺體，和修塔爾克合力討伐神技之雷沃戴。雖然聲稱這樣的舉動沒有意義，仍在戰鬥過程中無意識的保護了假扮為小孩的魔族而受重傷，認為修塔爾克也會因太過善良而活不久。
名字在德語中的意思為「準確、公正」。
法爾修（聲：白石兼斗（日本）；喬資淯（台灣））
一級魔法使，戴眼鏡的黑髮男性，裘爾地區魔法都市歐伊沙斯特的大陸魔法協會北方支部成員。已知與冉則同為近戰特化的魔法使，修塔爾克和費倫評價與法爾修近戰，還不如用魔法還更容易取勝。
名字在德語中的意思為「假的、錯誤」。
鄧肯（聲：齊藤次郎（日本）；陳彥鈞（台灣））
二級→一級魔法使。棕色頭髮及濃密鬍鬚的老人男性，左眼戴著單片眼鏡。北部高原的內地出身，妻子已故。為人洞察入微富睿智，被外界視為老奸巨猾，經歷殘酷的權力鬥爭，做事跳脫框架不擇手段，最終勝出擔任宮廷魔法使，雖任職高位但視權力如無物。
著重探知魔法的過程，受芙莉蓮所欣賞，自稱是因為憧憬勇者一行中的芙莉蓮而成為魔法使。雖說看似穩靜睿智、狡猾重權，但實則也有為了贏得勝利，不顧身分與用光魔力的年輕考生用拳頭互毆的熱血一面。還會把年紀小的隊友拉歐芬當成孫女看待，以及安慰落選的利希塔的溫情一面。
擅長「颳起龍捲風的魔法」和「將風化成業火的魔法」，還有「釋放裁決之光的魔法」。
原本是魔王軍「七崩賢」的馬哈特多年前進入人類世界時指導的弟子，為了能夠重回被黃金化詛咒包覆住的故鄉，去掃早逝妻子之墓而參加一級魔法使考試。
第一輪考試中和利希塔、拉歐芬組成隊伍，在被芙莉蓮擊敗、魔力枯竭的情況下靠肉搏戰晉級。於最終考試中獲得賽莉耶的認可，成功取得一級魔法使資格。
後來被指派為黃金鄉的管理人，在覆蓋黃金鄉的結界被破解，為阻止馬哈特離開而展開師徒間的對戰，最終貫徹了馬哈特的教誨成功擊破了馬哈特。
名字在德語中的意思為「思考」。
尤蓓爾（聲：長谷川育美（日本）；傅其慧（台灣））
三級→一級魔法使。深綠色側馬尾的年輕女性，下垂眼。個性隨興、不被常規拘束的少女。對殺人沒有排斥感，性格好戰嗜虐，被威亞貝爾認為是「殺了她就算是造福世界」的危險人物。是十分獨特的直覺型魔法使，對於魔法的構築其實並不完全理解。認為魔法使擅長的魔法和其個性、經歷有關，若和遭遇的對手產生共鳴，便能使用對方擅長的魔法。雖然有著判斷的知性，卻仍遵從自己的感覺行動，
擅長「大概什麼都能砍的魔法」，若自己判斷能切開的物體便能將其一刀兩斷，斬擊本身不可見，射程約為五公尺。效果取決於尤蓓爾本身的想像，即使是他人看來不可能破壞之物，例如布魯格的不動外套、亦或是冉則的頭髮，都因為布料與頭髮本身被她視為能被剪切的東西，所以能無視理論，憑感覺想像出切開的畫面進而將之斬斷。反之，因為她認為防禦魔法就是用來阻擋攻擊的魔法，斬不斷理所當然，所以她無法突破防禦魔法。
兩年前參與二級魔法使考試時，以此招殺害時任考官，持有「不動外套」的一級魔法使布魯格，而被取消資格。後來回歸參加一級魔法使考試，在第一輪考試中和費倫、蘭特組成隊伍，對隊友蘭特抱有莫名的興趣，並纏著不放。於第二輪考試中獨自擊倒一級魔法使考官冉則的複製體。於最終考試中獲得賽莉耶的認可，成功取得一級魔法使資格。
於帝國篇再度登場，被賽莉耶下令前往帝國首都進行調查，並找到賽莉耶說不用強求他一起行動的蘭特成為搭檔。
名字在德語中的意思為「邪惡、壞處」。
蘭特（聲：小松昌平（日本）；江志倫（台灣））
二級→一級魔法使。金髮戴眼鏡的年輕男性。個性警覺性強且不信任他人的青年。擅長使用分身魔法，能創造出和本人相差無幾的實體分身來行動。擅於隱藏蹤跡和觀察分析，認為魔法使應避免不必要的戰鬥，
參加一級魔法使考試的考生，第一輪考試中和費倫、尤蓓爾組成隊伍。從頭到尾使用分身參賽，一直到賽莉耶最終面試時才被其看破本尊一直都在老家喝茶，一步也沒離開過。於最終考試中獲得賽莉耶的認可，成功取得一級魔法使資格。
於帝國篇再度登場，被尤貝爾強行拉來一起搭檔進入帝國首都調查。
名字在德語中的意思為「國家、土地」。
威亞貝爾（聲：谷山紀章（日本）；王辰驊（台灣））
二級→一級魔法使。凌亂不對稱灰色頭髮的青壯年男性。北部魔法隊隊長，長年和魔王軍殘黨對抗。給人狂放不羈印象的男人，認為人類是為慾望而戰鬥，魔法不過是殺人的工具。因為長年在殘酷的邊境作戰，人間地獄就是他的日常，下過不少殺手。
但在他看來反派的外表下，事實上是工作和私下態度切割清楚的類型，不好戰、不做無謂的屠殺，只因為還想做為一個人活著。芙莉蓮給他的評價是「看起來就像是會去踢飛無辜的小狗」的人。
擅長運用「將看見的人拘束的魔法」，能將看見的人束縛，對象不只身體不能動彈，也不能施展魔法。缺點是必須看見對象的全身才有用，而且只要施法者移開目光便會失效。
29年前年幼時曾向為躲避魔族而離開家鄉的心儀女孩允諾除掉所有魔族，以此契機鍛練自己成為魔法使，因為憧憬勇者欣梅爾幫助他人的精神而奮鬥。
參加一級魔法使考試的考生，第一輪考試中和艾莉、夏爾夫組成隊伍，意圖搶奪費倫隊伍的隕鐵鳥，與尤蓓爾展開交戰，以拘束魔法壓制、並準備要殺掉對方時，費倫介入謊稱已將他的隊友艾莉殺害，威亞貝爾馬上單純的相信，並認輸放棄交戰。後來在考試結束前看到一隻隕鐵鳥並成功捕獲，幸運的晉級第二輪考試。
等待下一輪考試期間曾邀請修塔爾克幫助他討伐魔物，對修塔爾克十分欽佩而三番兩次說服他加入隊伍，但都被婉拒。於最終考試中獲得賽莉耶的認可，成功取得一級魔法使資格。
名字在德語中的意思為「旋轉、旋渦」。
梅特戴（聲：上田麗奈（日本）；錢欣郁（台灣））
二級→一級魔法使。黃棕色中分波浪長髮的青年女性。性格成熟穩重，來自北部高原專門獵殺魔族的好戰一族。除了攻防的魔法，亦擅長拘束魔法和精神操作魔法，甚至是持有女神聖典而能使用回復魔法的全能魔法使，有著邊戰鬥邊解析魔法的從容。
參加一級魔法使考試的考生，第一輪考試中和蓮花、托恩組成隊伍。於最終考試中獲得賽莉耶的認可，成功取得一級魔法使資格。
在北部高原和葛納烏組成搭檔執行任務時遇到芙莉蓮一行人，和費倫合力擊敗了魔族。後續提出要加入芙莉蓮的隊伍，但被以僧侶的職位要留給贊恩為由婉拒。
喜歡嬌小可愛的女孩，曾用魔導書賄賂芙莉蓮讓她撫摸，使費倫對她產生些許敵意。甚至會覺得實力深不可測的賽莉耶也是小小的很可愛、讓賽莉耶被其摸到會主動躲她，並由葛納烏立下一天只能摸10分鐘的規定，梅特戴本人對此規定頗有微詞。
名字在德語中的意思為「方法、方式」。
布魯格
一級魔法使。持有的「不動外套」是以任何攻擊魔法都無法擊穿的防禦術式製成，以防禦特化著稱，自升任一級魔法使以來即未曾受傷。
於尤蓓爾參加二級魔法使考試時擔任第二場考試的考官，定出考生不得致人於死、攻擊能使自己後退一步便合格之課題，卻遭尤蓓爾連帶「不動外套」一同腰斬致死。
名字在德語中的意思為「城堡」。
陶
一級魔法使。在北方高地有著豐富的戰鬥經驗。黃金鄉先行派遣隊的領頭人，但抵達黃金鄉與馬哈特對峙時，與同伴瞬間就被馬哈特殺害。
名字在德語中的意思為「露水」。
莉奈爾
一級魔法使。15年來潛伏在帝國內部從事諜報工作，每3年返回大陸魔法協會北方支部做一次匯報，如今在帝國似乎已身居高位。有著匯報後就地在魔法協會支部中庭看蝴蝶看一整天的奇特習慣。
名字在德語中的意思為「直線」。

### 二級魔法使
利希塔（聲：花輪英司（日本）；喬資淯（台灣））
二級魔法使。黑色短髮的青壯年男性。魔法商店的老闆，個性冷靜擅長分析會做出合理判斷，但有時不近人情且為達目的不擇手段，擁有豐富的魔法界知識。擅長「操控大地的魔法」。
參加一級魔法使考試的考生，第一輪考試中和鄧肯、拉歐芬組成隊伍。於第二輪考試中，與拉比涅組合對付一部分的複製體，結果遭到冉則複製體偷襲而重傷，為保命使用脫逃用魔像而失去資格。曾接受芙莉蓮的委託，修復費倫的法杖。
名字在德語中的意思為「法官」，也為「芮氏地震規模」(richter scale)的「芮氏」。後者和角色擅長之魔法較為相關。
艾莉（聲：伊藤加奈惠（日本）；李昀晴（台灣））
二級魔法使。棕色波浪髮的年輕女孩。魔法學校的首席生，祖父是一級魔法使列魯寧。
擅長「將石頭變成子彈的魔法」。單論魔法使能力的話在威亞貝爾與夏爾夫之上，威亞貝爾評價其若不與費倫正面交戰有機會取勝。但實戰經驗遠遠不如威亞貝爾，做不到為取勝而不擇手段。
過去居住的村莊遭魔族襲擊時，獲得威亞貝爾解救而脫險，認為他是個表面兇惡、實質溫柔的好人。
參加一級魔法使考試的考生，第一輪考試中和威亞貝爾、夏爾夫組成隊伍，應試中與費倫交戰落敗。於最終考試中，被賽莉耶判斷沒有成一級魔法使的資質而失去資格。
名字在德語中的意思為「榮譽」。
艾黛爾（聲：黑澤朋世（日本）；李珮嘉（台灣））
二級魔法使。草莓金髮的年輕女性，但說話方式像老人。不擅長戰鬥，但在精神魔法領域堪稱專家。
參加一級魔法使考試的考生，第一輪考試中和敦斯特、布萊組成隊伍。於第二輪考試中，繼續與敦斯特和布萊組隊，過程中遇上冉則複製體，最終不敵重傷，為保命使用脫逃用魔像而失去資格。
接受列魯寧的委託一起前去調查被「七崩賢」的馬哈特變成黃金鄉的瓦伊澤地區，在列魯寧與馬哈特交手時，順利讀取到馬哈特的記憶後逃出該處，並將這份記憶轉交給來駐守此處的鄧肯，在之後成了擊敗馬哈特與解開黃金鄉詛咒的關鍵。
名字在德語中的意思為「高貴、貴族氣派」。
弗琉
二級魔法使。黃金鄉先行派遣隊的成員，其他同伴全部被馬哈特所瞬間殺害，唯一逃出黃金鄉的倖存者，在報告完情況後但仍然遭到馬哈特的「萬物成金魔法」導致黃金化。
名字在德語中的意思為「早期、提前」。

### 三級魔法使
康涅（聲：和氣杏未（日本）；張乃文（台灣））
三級魔法使。橘色短髮的年輕女孩。與拉比涅自幼相識並就讀同所魔法學校。個性膽怯，因為雙親過度保護的教養而缺乏勇氣，經常和拉比涅鬥嘴，但在關鍵時刻兩人會展現表現出完美的默契。
擅長「操控水的魔法」。雖然不能憑空變出水，但對操縱的水量上限只取決於她的魔力量。缺點是越大的水體，需要花越多時間注入魔力才能操控，但雨滴大小的水不論多少都就能立刻操控。
參加一級魔法使考試的考生，第一輪考試中和芙莉蓮、拉比涅組成隊伍。於最終考試中，因見到賽莉耶的魔力而不自覺地顯露出恐懼，被其判斷沒有成一級魔法使的資質而失去資格。
名字在德語中的意思為「水壺、鍋子」。
拉比涅（聲：鈴代紗弓（日本）；李珮嘉（台灣））
三級魔法使。灰棕色長髮的年輕女孩。與康涅自幼相識並就讀同所魔法學校。個性冷靜強勢，對康涅說話時十分毒舌，雖然經常和康涅鬥嘴，但在關鍵時刻兩人會展現表現出完美的默契。
擅長「釋放冰箭的魔法」，在沒有水的地方也能憑空變出冰箭。也能使水結冰，時常配合康涅的魔法，將被她水流捕捉的對象凍住。有三位在帝都任職的兄長
參加一級魔法使考試的考生，第一輪考試中和芙莉蓮、康涅組成隊伍。於第二輪考試中，與利希塔組合對付一部分的複製體，結果遭到冉則複製體偷襲而重傷，為保命使用脫逃用魔像而失去資格。
名字在德語中的意思為「雪崩」。
拉歐芬（聲：石上靜香（日本）；林沛笭（台灣））
三級魔法使。淺棕色綁著雙髮簪的年輕女孩。南方諸國山岳民族出身，不喜歡吃蔬菜。擅長「高速移動的魔法」。
參加一級魔法使考試的考生，第一輪考試中和鄧肯、利希塔組成隊伍。於最終考試中，被賽莉耶判斷沒有成一級魔法使的資質而失去資格。因為鄧肯在考試期間很照顧拉歐芬，以至於被利希塔吐槽兩人的關係像祖孫一樣。
名字在德語中的意思為「奔跑」。
夏爾夫（聲：村井雄治（日本）；陳彥鈞（台灣））
三級魔法使。黑色短髮的年輕男性。擅長「將花瓣變成鋼鐵的魔法」，操縱後鑽入對手的防禦空隙發動襲擊。
參加一級魔法使考試的考生，第一輪考試中和威亞貝爾、艾莉組成隊伍，應試中與蘭特交戰落敗。於最終考試中，被賽莉耶判斷沒有成一級魔法使的資質而失去資格。
名字在德語中的意思為「尖銳、鋒利」。

### 其他魔法使
布萊（聲：高橋伸也（日本）；喬資淯（台灣））
魔法使（階級未知）。光頭、留著山羊鬍的男性。
參加一級魔法使考試的考生，第一輪考試中和艾黛爾、敦斯特組成隊伍。第二輪考試時，於探索迷宮的過程中遇上冉則複製體，為掩護同伴撤退而斷後，最終為保命使用脫逃用魔像而失去資格。
名字在德語中的意思為「鉛、子彈」。
敦斯特（聲：小畑昌文（日本）；王辰驊（台灣））
魔法使（階級未知）。留著翹鬍子的年老男性。
參加一級魔法使考試的考生，第一輪考試中和艾黛爾、布萊組成隊伍。第二輪考試時，於探索迷宮的過程中遇上冉則複製體，在艾黛爾與布萊相繼脫隊後，帶著複製體的情報與芙莉蓮等人會合，並配合他們拖延其他複製體。於最終考試中，被賽莉耶判斷沒有成一級魔法使的資質而失去資格。
名字在德語中的意思為「蒸汽、煙霧」。
托恩（聲：坂泰斗（日本）；江志倫（台灣））
魔法使（階級未知）。淺褐色頭髮的年輕男性。
參加一級魔法使考試的考生，第一輪考試中和梅特戴、蓮花組成隊伍，第二輪考試中拒絕鄧肯的提議，讓全員考生合作攻略迷宮，選擇獨自進去，於第二輪考試中失去資格。
名字在德語中的意思為「音調」。
蓮花
魔法使（階級未知）。粉紅色長髮的年輕女孩，身材嬌小。
參加一級魔法使考試的考生，第一輪考試中和梅特戴、托恩組成隊伍，於第二輪考試中失去資格。
名字在德語中的意思為「長度、經度」。

## 北方諸國
古拉納特（聲：咲野俊介（日本）；黃天佑（台灣））
北方諸國古拉納特伯爵領地的領主，勇敢聰明的出色領導者，家族世代負責看守弗蘭梅所設置守護城市的防護結界。有一個兒子，但在與斷頭台阿烏拉的戰鬥中死亡因而憎恨魔族。曾看穿琉古納的意圖，試圖反抗琉古納未遂，被琉古納要求解除解除城市的防護結界受到拷打，因為見及潛入宅邸解救他的修塔爾克想起已故的兒子，授權讓他使用家族徽章和城裡的衛兵求助。事後感謝芙莉蓮等人擊敗阿烏拉等魔族，舉辦慶典和厚葬在戰鬥中犧牲的英雄們(包括自己的兒子)，依照芙莉蓮的請求將弗蘭梅的防禦結界魔導書贗品贈與芙莉蓮。
名字在德語中的意思為「石榴石」。
劍之村村長（第49代）（聲：小原好美（日本）；邱涵菲（台灣））
北方諸國修維亞山脈劍之村第49代村長，村長有著守護「勇者之劍」的使命，由於村長是世襲傳承的，所以年紀輕輕就擔任村長。遵循著祖母第47代劍之村村長（聲：小原好美）的遺言，等待芙莉蓮的造訪幫忙討伐魔物。
贊恩的哥哥（聲：平川大輔（日本）；喬資淯（台灣））
北方諸國亞魯特森林附近村莊的教會神父，性格溫文儒雅，擁有聖都授予給地方最優秀祭司的聖印。
歐爾登（聲：內田夕夜（日本）；鈕凱暘（台灣））
北方諸國要塞都市佛利希，歐爾登家族族長，北方諸國三大騎士家族，家族出身源於中央諸國庫雷地區的戰士之村。由於長子維爾特在抵抗魔族的過程中和敵方將軍同歸於盡，顧及市民的士氣和看中修塔爾克的外貌和體格，委託芙莉蓮等人在三個月後的社交聚會營造維爾特仍在世的假象。
名字在德語中的意思為「勳章」。
維爾特
北方諸國要塞都市佛利希，歐爾登家族長子，擁有出色的劍術才華，因為父親的右眼失明而代替他站在前線和魔族戰鬥，在芙莉蓮等人會面前的一個月前與魔族將軍同歸於盡。
名字在德語中的意思為「主人」。
牧特（聲：松本沙羅）
北方諸國要塞都市佛利希，歐爾登家族次子，雖作為家族繼承人且勤奮用功，但因為進步速度不如歐爾登，使歐爾登決定放棄將他當成維爾特的替身。
名字在德語中的意思為「膽子、勇氣」。
賈貝爾（聲：中務貴幸）
北方諸國要塞都市佛利希，歐爾登家族管家，歐爾登的親信，負責教導修塔爾克社交禮儀。
名字在德語中的意思為「叉子」。
弗爾爺爺（聲：星野充昭（日本）；康殿宏（台灣））
北方諸國庫拉地區的地方英雄。400歲的矮人族戰士，芙莉蓮為數不多還在世的舊識，通稱「弗爾爺爺」，為了遵守與已故人類妻子的約定，而長期守護人類村莊不被魔物與魔族襲擊，並受到村民們尊敬，但也因為妻子過世已久，早已忘了妻子長相，如今也因自身年齡過大開始出現老人癡呆的現象。以平均壽命300歲的矮人來說，雖然是極為罕見的年邁矮人，不過身手依舊了得，並在芙莉蓮等人逗留村莊期間，對同樣身為戰士的修塔爾克進行訓練。
名字在德語中的意思為「充滿、完全」。
頑固婆婆（聲：久保田民繪（日本）；馮嘉德（台灣））
北方諸國羅亞街道高地居民，認識戰士大猩猩，受到他的幫助。
列卡（聲：川田紳司（日本）；江志倫（台灣））
北方諸國尤德地區魔法都市奧伊薩斯爾的時任餐廳老闆。因欣梅爾過去曾協助他奪回祖傳菜刀，在招待一行人時，因芙莉蓮說好吃的東西只能吃到一次，所以要多吃，因此接受欣梅爾的委託，要將餐廳理的料理更將精進並繼續傳承，多年後芙莉蓮等人再度光臨餐廳，被芙莉蓮評店裡的料理更加進步。
名字在德語中的意思為「美味、可口」。
武學老爺爺（聲：長）
北方諸國裘爾地區的武學老師傅，修塔爾克在外獨自修煉期間固定站在一旁觀看，似乎將修塔爾克當成自己的弟子，每次都會對他說出「我已經沒什麼可教你了」的稱讚話。
達哈
北方諸國達哈伯爵領地的領主。他邀請芙莉蓮吃飯，因為曾祖父曾照顧過他，並請求芙莉蓮找回一把被偷取的傳家寶劍。
名字在德語中的意思為「屋頂」。
法斯
愛好酒的矮人族，花費200年的時間尋找著名的「皇帝酒」。數十年前曾想委託欣梅爾一行幫忙尋找，但被要討伐魔王的他們所婉拒。多年後和芙莉蓮一行相遇後想轉而拜託芙莉蓮解除皇帝酒的封印，卻再度被她給拒絕，但因為法斯願意付出大量金錢而促使費倫和修塔爾克要求芙莉蓮出手，知道皇帝酒真相的芙莉蓮在無奈下才答應幫忙。
在喝到皇帝酒之後也知道了其中的真相，但沒有因此失望而是將酒拿出來分享給城市裡的居民，讓大家也體驗下自己被滿足了的心願。
名字在德語中的意思為「酒桶」。
諾姆
北方諸國北部高原的諾姆商會會長。假意用欣梅爾一行在過去討伐魔王的過程中向祖父借的錢迫使芙莉蓮還債，並將連利息都還不出的芙莉蓮送到礦山去做工。實為借用芙莉蓮的魔法替商會開闢銀礦，好獲得資金使北部高原的商運再度流通。
名字在德語中的意思為「規範/標準」。
葛恩
200多年前就在大峽谷間建橋的矮人族。之所以想搭建橋樑是因為故鄉遭到魔物侵襲而毀滅，但當時大峽谷對岸就有駐守的軍隊，若當時有橋就可以連絡上對方而減少損失。為此賭上自己的人生而建橋，在欣梅爾等人經過時因為經費不足而不得不中斷，欣梅爾知情後提供了一筆資金給葛恩，葛恩則表示這座橋可能無法在欣梅爾還在世時完成，欣梅爾則希望他為了未來芙莉蓮會用上這座橋而建立起可以屹立千年的大橋。
欣梅爾過世後30年、芙莉蓮一行來到大峽谷時葛恩已將大橋建成，但因為魔物會襲擊路過橋上的人而無法使用，芙莉蓮等人消滅掉魔物後終於能順利通過大峽谷，並為葛恩已重建的家鄉而欣喜。
名字在德語中的意思為「競走」。
古留克
北方諸國北部高原城塞都市瓦伊澤的前領主。80年前與馬哈特相識，知道了馬哈特想了解人類所謂的惡意後提出合作請求，他負責指點馬哈特何為惡意，後者則假意效力於他，替他剷除謀殺其子的貴族們。和鄧肯的父母是舊識，在其父母雙亡後收留了他，並請馬哈特教導鄧肯魔法。
於合作多年期間和馬哈特達成了類似友人的關係。馬哈特在嘗試將瓦伊澤黃金化來嘗試自己是否能理解惡意後與之一起被封住，芙莉蓮解開黃金鄉詛咒後跟著復甦，見證了馬哈特的最後一幕。
名字在德語中的意思為「幸運」。
蕾克都雷
北方諸國北部高原城塞都市瓦伊澤的領主之女。古留克的女兒，鄧肯的妻子。自幼體弱多病，與鄧肯是青梅竹馬的關係，他因此積極想獲取宮廷魔法使地位，好利用權位之便醫治妻子。但就在鄧肯成功之際，卻傳來她已過世的訊息；鄧肯在見證妻子的葬禮後就久久未再回來拜祭，直到幾十年後聽聞黃金鄉再度擴大範圍，促使了鄧肯決心當上一級魔法使好回到故鄉的信念。
名字在德語中的意思為「閱讀、名著」。
瓦爾海特
80年前北方諸國三大騎士之一，試圖以飽和攻擊迫使馬哈特無暇釋放萬物成金魔法未果而戰敗。
名字在德語中的意思為「真理」。
基賽爾
矮人族鐵匠。欣梅爾手上的仿造勇者之劍的鑄造者。原本只是在剛開始入行時受帝都商人委託而鑄造那把劍，但劍後來往南流轉到中央諸國邊境村莊、為欣梅爾所得。
感謝欣梅爾帶著他的作品斬魔立功、並想無償提供給欣梅爾更好的劍。但欣梅爾以「這把劍已經是我的夥伴了。我會將它帶到打倒魔王的那一天」而拒絕。最後只是幫他磨了劍。向勇者一行提供了持有女神文獻的村長家的情報。
名字在德語中的意思為「鵝卵石」。

## 帝國領地
北方諸國中最大的國家，很早以前就將魔法用於軍事方面而專攻戰爭，造成部分魔法使擁有足以毀滅一個國家的力量。

### 魔導特務隊
由帝國最強的魔法使組成的特務部隊，用來鎮壓內亂以及應對外部戰爭的帝國軍特殊部隊。
卡諾恩
魔導特務隊副隊長，黑髮的女性。
名字在德語中的意思為「大炮、火炮」。
諾伊
魔導特務隊成員，短髮的男性。負責追捕潛入帝國的尤蓓爾與蘭特，在二者拒絕投降時與之展開交戰。使用操縱物質的不明魔法，能直接破壞大範圍建築群用於質量攻擊，魔力流動與受操縱的物質不完全吻合，致使對手無法預判攻擊到來的時機。在戰鬥中一度遭尤蓓爾以目光拘束魔法束縛，但在受縛期間仍能予以反擊並剝奪尤蓓爾的視覺與魔力探知能力，並以其性命迫使蘭特投降，成功將二者逮捕關押。
名字在德語中的意思為「新的、現代」。
威格
魔導特務隊成員。

### 影中戰士
影中戰士是隸屬於帝國的秘密部隊，不受官方承認，全員皆為隱藏魔力特化的戰士。潛伏於通往帝國必經之路上的小村莊，有著一份刺殺名單，受命暗殺名單上的所有人，名單上不乏對帝國有功之人，芙莉蓮亦位列其中。雖然在70年前被當時的皇帝下令解散(因濫殺對帝國有功之人和完全不聽從皇帝的命令)，但該組織卻無視皇帝的解散命令依舊進行活動。
拉達爾
在潛伏的村莊擔任村長的老人，影中戰士成員之一。在芙莉蓮造訪村莊時認出對方為暗殺名單的最後一人，並趁夜予以刺殺，轉瞬間擊倒修塔爾克並壓制芙莉蓮，遭到費倫威懾時聲稱不介意與芙莉蓮同歸於盡，行動上卻仍有些許猶豫，刺殺行動也因此失敗。實際上對於任務的理由和自己活著的意義一直帶有迷茫，後被芙莉蓮認為廝殺沒有意義放走返回村莊。
名字在德語中的意思為「雷達」。
萊維
帝國最北端羅爾貝亞領地總督，影中戰士成員之一也是影中戰士的首領，通稱「閣下」。在帝國建國祭典期間負責領導刺殺賽莉耶的任務。
據信曾討伐南方諸國叛亂的大魔法使「叛逆魔女」米奴絲(三位大魔法使之一)。想要把魔法從帝國上移除
名字在德語中的意思為「獅子」。
修莉特
傭兵，影中戰士成員之一，愛酒如命。
名字在德語中的意思為「步驟、腳步」。
沃爾夫
酒館店長，影中戰士成員之一。
名字在德語中的意思為「狼、殘忍的人」。
伊莉絲
酒鋪看板娘，影中戰士成員之一，本身經歷嚴苛訓練不畏毒素。
名字在德語中的意思為「虹膜、鳶尾」。
路緹涅
圖書管理員，影中戰士成員之一。
名字在德語中的意思為「常規、例行」。
克萊馬蒂斯
神父，影中戰士成員之一。
名字在德語中的意思為「鐵線蓮」。
蘿蕾
修女，影中戰士成員之一。
名字在德語中的意思為「線團、滾筒」。
瓦羅斯
流浪者，矮人族，影中戰士成員之一。
真名為蘭森，出身北方邊境，80年前曾替帝國從魔族處奪回近三分之一的領土，是不折不扣的英雄。當時因此與勇者小隊有過接觸。但現在已被逐出影中戰士
名字在德語中的意思為「任意的、盲目的」。
加澤拉
露天商人，專賣假物，影中戰士成員之一。有預感自己將在這次任務喪生。
名字在德語中的意思為「瞪羚」。
克萊斯／戰士大猩猩（聲：手塚弘道、國府咲月（幼少期）（日本）；王辰驊、馮嘉德（幼少期）（台灣））
鐵匠，影中戰士成員之一，修莉特的兄長。北方諸國亞魯特森林附近村莊村民，現離開村莊成為冒險者。同時身為贊恩的兒時好友兼尋找目標，為人豪放且熱心助人，和贊恩受海塔啟蒙立志成為出色的冒險者。
後來在帝都成為一名影中戰士，平時偽裝成帝都的一名鐵匠，將所有收入用作修莉特的酒錢。之後從沃爾夫、伊莉絲口中得知贊恩已在帝都並在找他
名字在德語中的意思為「圓圈」。

### 迪坦城塞
阿魯梅
管理迪坦城塞的伯爵家末裔。
名字在德語中的意思為「軍隊、部隊」。

## 魔族
本作魔族設定中，魔族只是為捕食人類而為了更有效地欺騙獵物而演化出語言能力的魔物。雖然外表看來除了頭上長角之外與人類無異，而且大部分個體都俊美有魅力，但生理構造、思考邏輯、價值觀念、感情慾望都與人類方各種族是完全不同的生物，也無法透過任何學習或經驗而互相理解。生存方式與魔法息息相關，個個酷愛钻研和精进魔法，以魔力量高低判定個體強弱和社會地位。社會高度個體化，原則上獨來獨往，沒有忠誠或家庭的概念，但为了与人类对抗仍维持着简单的组织关系。個體壽命可長達千百年，並且外貌上不會明顯衰老，但活五百年以上的魔族已算罕見，稱為大魔族。雖然受傷會流血，但死後不會腐爛，而會化為魔法粒子消失。在魔王死後魔族逐漸滅絕。而在欣梅爾在世時，魔族們不敢再發起戰爭，但欣梅爾逝世後，魔族們再度發起戰爭

### 魔王軍
魔王
魔族的領袖，用壓倒性的實力統領着大量魔族的大魔族，是魔族中最強的絕對強者，他的居住地魔王城位於大陸極北地區厄德，其歲數至少超過千年以上。作為統治魔族的王不但擁有強大的武力，也有着豐富的知識。曾下令魔族屠殺精靈，也曾思考魔族與人類共存的可能性，希望人類可以與魔族互相理解，因此嘗試去理解人類，但卻因為兩個種族本來天生就存在巨大差異，而只能通過殺害人類來接近自己的目的，最後魔王試圖理解人類的方式是不斷殺戮人類，於是向人類發起了戰爭，因而掀起魔族與人類勢力持續的大戰，雙方的戰爭令人類總人口減少了三分之二，數量眾多的魔族也被人類所消滅，並導致了戰後魔族瀕臨滅少的窘況。自從魔族出現在人類歷史上並與人類發生戰爭後，魔王已經君臨魔族的頂點超過一千年。儘管世界上曾經有無數舉世聞名的英雄向其發起過挑戰，但卻沒有一個人能在戰鬥中成功擊敗他。直到八十年前，魔王終於被欣梅爾所帶領的四人勇者小隊合力擊敗。
修拉哈特
魔王的心腹，別名「全知修拉哈特」的男性大魔族。擁有能看見1000年後的未來的魔法。
曾看見無數次預言過的未來世界，知曉他與南方勇者戰鬥的結局，也知曉芙莉蓮會在未來窺視「七崩賢」之一黃金鄉馬哈特的記憶。最終他率領著「七崩賢」在北部高原合攻南方勇者，在三名七崩賢被南方勇者殺死後，自己也如其預知與南方勇者同歸於盡。
名字在德語中的意思為「戰鬥、屠殺」。
庫瓦爾（聲：安元洋貴（日本）；孟慶府（台灣））
魔王軍中首屈一指的魔法大師，別名「腐敗的賢老」的魔族。有著極強的魔法才能，開發出最初的貫通魔法「殺人魔法」，能輕易貫穿防禦裝備與人體、使當地四成的冒險者以及七成的魔法使殞命，靠其在當年叱吒風雲一時。
八十年前曾在中央諸國格蕾澤森林週邊作威作福，勇者一行當年奮戰一番後也沒能成功討伐他，只能退而求其次封印他。在他被封印的80年間，他發明的殺人魔法因構造簡單而被人類加以解析，並融入自己的魔法體系之中，藉此開發與之對抗的防禦手段，導致當年橫掃各處的殺人之魔法，如今僅僅只是人們口中的「一般攻擊魔法」，芙莉蓮進一步將其改良成為專殺魔族的「弒魔魔法」。
隨著他的封印漸漸減弱，芙莉蓮跟費倫來到他封印所在的村莊，主動將封印解除。在封印解除、發現人類防禦魔法已經進展到能抵擋他的殺人魔法時，魔法天才的他在一瞬間就理解了人類集群體之力花費多年研究出的防禦魔法法力消耗過大的弱點，並試圖用飽和攻擊突破菲倫的防禦魔法。但在此同時，八十年前對陣時還不會飛的芙莉蓮飛到天上，使用從庫瓦爾自己的殺人魔法改良出的弒魔魔法將他消滅。
本作登場的魔族之中少數外表長得較像怪物，而非似人類俊男美女的個體。
名字在德語中的意思為「痛苦」。

### 七崩賢
直屬魔王的七名大魔族，七崩賢如何任命不明，且因魔族無忠誠的概念、只能透過威脅指揮，而並非所有個體都完全聽從魔王的指令行事、或對魔王的死感覺到有報仇的慾望。七崩賢的魔法獨特，被認為是超越人類的理解。隨着最後的七崩賢馬哈特的死亡，七崩賢正式宣告全軍覆沒。
目前劇中有名號的共四名，其餘三名僅知皆被南方勇者擊殺，在作品中連名字也沒出現。
奧拉/阿烏拉（聲：竹達彩奈（日本）；連思宇（台灣））
魔王直屬「七崩賢」之一，別名「斷頭台阿烏拉」的女性大魔族。
擅長運用天秤施展強迫指定對象服從和操縱對手的「服從魔法」。若是魔力小於她的靈魂就會被操縱，反之则有服從對手的危險。被操縱者永世任其差遣，死後遺體会繼續聽命直到完全腐朽為止，但偶有在服從後以强大意志力抗拒操縱的個例。為防範此类風險，她將被操縱者斬首，以剩下的遺體組成不死軍隊，故稱「斷頭台」。
存活超過五百年，過去與南方勇者和欣梅爾交手皆落敗逃亡，消聲匿跡長達數十年時間，直至欣梅爾逝世後再次浮上檯面活動。和古拉納特的統治領地軍隊展開長期抗戰，奪得了諸多北方英豪的遺體為其所用，對外宣稱厭戰提出和談請求，趁機領軍準備進攻古拉納特的統治領地，和恰好旅行到當地的芙莉蓮展開睽違八十年的對決。
最初用大量的不死軍隊與她對戰，逼迫芙莉蓮因為尊重勇士遺體而耗費魔力逐个解除她在大量遺體上束縛的「服從魔法」。但阿烏拉最後因為芙莉蓮運用魔力限制且數百年來隱姓埋名而誤判她的實力，失去耐心對她施展「服從魔法」想盡快結束戰鬥，结果反遭魔力量事實上遠超於她的芙莉蓮控制，最终被芙莉蓮下令自刎而亡。
名字在德語中的意思為「光環」。
貝傑
魔王直屬「七崩賢」之一，別名「不死貝傑」的男性大魔族。
精通結界術，設下的結界曾一度囚禁勇者小隊、並使芙莉蓮放棄解咒，但在欣梅爾和艾冉的鼓勵、海塔的魔法支援下讓芙莉蓮重拾信心、最後成功將其結界破解。結界被芙莉蓮破解後，因看輕芙莉蓮之外的小隊成員而被欣梅爾等人聯手殺死。
名字在德語中的意思為「邪惡、壞事」。
馬哈特
魔王直屬「七崩賢」之一，別名「黃金鄉馬哈特」的男性大魔族。
擅長「萬物成金魔法」，堪稱最強的詛咒，不作為魔法被認知而無法防禦，連自己都除了自保外無法解開。被轉化的物體完全無法加工、破壞，魔力探知判讀其為黃金，但實際上是另一種物質。
將隨身大衣自由變形為刀刃為主要戰鬥手段；延展大衣並黃金化後亦足以防禦多數攻擊。認真時，會將大衣變化為三叉戟的模樣，此時更能操縱大量黃金碎片用以攻擊防禦。此外，馬哈特也從大魔族索利泰爾處習得人類的魔法，並有相當高的造詣。
曾經為了學習理解人類的「惡意」、「悔意」、「罪惡感」等感情、為了找出與人類共存之道，而花費幾十年在人類都市維依澤中生活，輔佐鄧肯岳父、教導鄧肯。在與當地居民建立數十年的情誼之後，施展「萬物成金魔法」把整個城市變成黃金狀態。但就算他背叛了當地全體居民、毀了整個城市，還是沒有找到他想要理解的感覺。
最後與鄧肯進行了師徒間的對戰，一度佔盡優勢，但在本應不可能結開的黃金鄉詛咒被解析其記憶後的芙莉蓮解開之時，因一瞬間的分心而被鄧肯使用壓箱底的壓縮弒魔魔法打出致命之傷。臨終前，即使以鄧肯岳父生命威脅其不得再靠近，仍沒能觸動手腕上配戴的支配石環「不得對維依澤人民抱有惡意」的戒律。一直到死都沒能成功理解他想找到的那些人類感情。
馬哈特是最後一位倖存的七崩賢，死後七崩賢全滅。
名字在德語中的意思為「力量、威權」。
古拉歐薩姆
魔王直屬「七崩賢」之一，別名「奇蹟古拉歐薩姆」的男性大魔族。具有強大到足以欺騙大魔族的精神魔法，從未在人前展現自己的真實樣貌，漫畫裡出現的造型也不是真實相貌。索利泰爾評價其擁有在任何時代存活的能力。
擅長精神魔法「樂園引渡魔法」，能將對手在轉瞬間帶入幻境，並顯現對方曾認為絕不可能實現而放棄的夢想，連同五感、記憶、魔力感知均與現實無二，宛如「奇蹟」。
在芙莉蓮穿越回八十年前的過去之時，他曾與索利泰爾等魔族試圖獵殺她、阻止她回到現代。戰鬥中對勇者一行人成功使出樂園引渡魔法，只有海塔因有女神加護倖免。未料欣梅爾雖身處幻境中，卻能以戰鬥直覺操縱現實中的軀體、斬斷其右臂，亦破解其魔法。在想使出最強招數時被索莉泰爾喊停。
按照芙莉蓮的記憶和流傳的傳說，他後來還是被勇者小隊擊殺。
名字在德語中的意思為「殘酷、可怕」。

### 大魔族
索利泰爾
喜好研究人類和人類魔法的古怪女性大魔族。是因為史上見過她者皆死、無人能生還傳頌她的事蹟而默默無聞，也身為芙莉蓮曾向費倫稱為“見到必須立刻逃跑”的「無名的大魔族」。
雖然對人類有莫名的興趣，但過去魔王與人類共存的想法而掀起的大戰使她失去許多朋友，因此堅持否認馬哈特想與人類共存的可行性。因為她對人類魔法的了解，成功解析了數十年前賽莉耶的一級魔法師弟子們為了避免黃金鄉範圍擴散所立的集人類各路魔法智慧結晶的大結界。
魔力量與芙莉蓮相當，但控制能力遠高於芙莉蓮。能憑空浮現多把長劍攻擊對手，並對人族魔法有著高度掌握。窮究魔法的最後，是不使用術式也能近乎完美操縱魔力流動的技術，憑此獲得單純卻強力的魔力散射技能、以及高密度魔力構築的防禦鐵壁，此技使芙莉蓮在與之對抗時陷入等同於魔力互毆的苦戰。
長久以來對人類有持續的研究，被芙莉蓮評為迄今以來最理解人心的魔族。極善以言語刺激對手干擾思緒，即使是芙莉蓮亦在簡短交談中被其激怒。
最後在黃金鄉詛咒解除後，被解咒甦醒的費倫以超越魔力探知範圍的遠距狙擊偷襲而死。死前認為自己的結局與魔族之身相符，自評還算有趣後逝去。
在芙莉蓮穿越回過去之時，躲在暗處支援、妨礙勇者小隊，最後以威脅改變未來而逼迫勇者小隊停止戰鬥。
名字在德語中的意思為「孤獨」，為德語借詞，意思源自法語「solitaire」。
利瓦雷
魔族將軍，同時也是魔族最強的戰士。別名「血腥軍神利瓦雷」的男性大魔族。是芙莉蓮曾向費倫提及、必須要牢記與提防的現存大魔族之一。個性極端好戰且強悍異常。
在芙莉蓮穿越回八十年前的過去之時與艾冉交戰，臉部曾受艾冉直擊仍毫髮無傷。疑似就是毀掉修塔爾克故鄉的魔族。
名字在德語中的意思為「對手」。
托托
別名「終極聖女托托」的女性大魔族。是芙莉蓮曾向費倫提及、必須要牢記與提防的現存大魔族之一。
在芙莉蓮穿越回八十年前的過去、當地大魔族開會決定獵殺她之時，選擇直接離開、拒絕參與戰鬥。但同時放話說她只要再一百年就能完成覆蓋全世界的詛咒。
名字在德語中的意思為「死」。

### 魔族將軍
魔族大部分是鑽研魔法戰鬥，但有些魔族的魔法是強化自身或製造武器為主，並以自身的武藝戰鬥，這一類的魔族被稱為「將軍」。
巴扎爾特
魔族將軍，別名「王座巴扎爾特」的男性魔族。身穿全副重甲，手持巨劍。千年前率領魔族部隊覆滅芙莉蓮家鄉的精靈族部落，但最終被芙莉蓮的魔法在正面戰鬥中擊敗。
名字在德語中的意思為「玄武岩」。
雷沃戴
魔族將軍，別名「神技雷沃戴」的男性魔族。有四隻手，下半身為蛇型，使用著四把魔法劍，能夠自由控制劍的重量，劍技高超。體力深不見底，沒劍之後肉體也強悍到有武器般的殺傷力。將北部高原的精銳部隊全滅，後因低估了修塔爾克和葛納烏而被他們合力討伐。
本作少數有怪物樣貌的魔族。
名字在德語中的意思為「反叛」。
修雷克
魔族將軍，別名「電閃修雷克」的男性魔族。在魔王死後率領魔族部隊企圖消滅城塞都市維依澤，但被當時在那裏服務的馬哈特為了向維依澤表忠而殺死。
名字在德語中的意思為「傾斜」。

### 其他魔族
琉古納（聲：諏訪部順一（日本）；宋昱璁（台灣））
阿烏拉的部下「斬首吏」頭領，男性魔族，性情冷酷傲慢且自尊心強。擅長操控血液的「操控血的魔法」。
在北方諸國領地作為魔族和談代表，以謊言試圖講和，希望騙取守軍解除結界的魔族使者。多年前曾經挨過芙莉蓮的招，對她留有印象。最後在與費倫對戰時，因為費倫隱匿了魔力而看輕了她的實力；因感知到莉妮耶之死，在一瞬間的分心間被費倫以她的「弒魔魔法」所殺。死前才了解費倫原來一直在隱匿她的魔力以誘使他看輕對手，留下一句「卑鄙，魔法使之恥」而死。
名字在德語中的意思為「說謊、騙子」。
莉妮耶（聲：石見舞菜香（日本）；連婉鈞（台灣））
阿烏拉的部下「斬首吏」之一，女性魔族。擁有敏銳的感知能力和讀取他人魔力，甚至是模仿對手的招式的「模仿的魔法」。
隨同琉古納作為魔族使者來到北方諸國領地。模仿的最強對象是艾冉，使用艾冉的招數讓修塔爾克因為恐懼一時無法招架。最後被修塔爾克看破她學習艾冉只得其招不得其力，故意硬吃她一招後反擊殺了她。
名字在德語中的意思為「直線」。
多拉特（聲：大鈴功起（日本）；賈文安（台灣））
阿烏拉的部下「斬首吏」之一，男性魔族。擅長「魔力絲線」，運用魔力組成絲線絞殺和牽制對手，自豪於魔力絲線的強度以及多年來出其不意取魔法使首級的經驗。
隨同琉古納作為魔族使者來到北方諸國領地。進入監獄中企圖殺死芙莉蓮，最後反被芙莉蓮殺死。
名字在德語中的意思為「金屬線」。
崔爾特
古拉歐薩姆的部下，別名「殘影崔爾特」的男性魔族。
奉命監視著女神石碑，因此察覺到芙莉蓮從未來穿越回過去，於是現身打算殺死擁有未來記憶的芙莉蓮。
名字在德語中的意思為「細嫩、輕柔」。

## 其他人物

### 人類
弗蘭梅（聲：田中敦子（日本）；傅其慧（台灣））
遠古時代的人類族大魔法使，人類魔法史上公認的開山鼻祖，天才型的大魔法使，芙莉蓮的師傅。
在遠古時代父母被魔族所殺，後來因緣際會得到「最接近女神的精靈大魔法使」賽莉耶的真傳。學成魔法後成為當時統一人類帝國的宮廷魔法使，打破人類將魔法研究視為禁忌的慣例，開啟「人人都能使用魔法」時代的開端，也讓人類終能獲得與魔族抗衡的力量。
賽莉耶雖然認可弗蘭梅的才能，但鄙視她為推廣人類魔法研究所作的努力，對她這個傑出的學生最終評價是「明明有過人的才能但最終卻無法與我比肩的失敗作」。在各處留下了許多千年之後仍舊屹立、魔族難攻不破的結界。
千年前在芙莉蓮精靈村落被魔王軍所全滅時救下了瀕死的芙莉蓮，教導芙莉蓮抑制魔力來自我錘鍊的技巧，要她一生抑制魔力以欺騙魔族。在芙莉蓮與勇者一行邂逅前的千年都是芙莉蓮心中最重要的人。在外面有無數的贋作筆記流傳，但想念師傅的芙莉蓮仍然見一本收一本。
知道有一天芙莉蓮會後悔自己對於人類情誼的漠視，將真正的筆記存放在她們以前共居的參天大樹與結界守護的房屋中，告訴芙莉蓮「靈魂長眠之地」的所在，跨越千年為她指引方向。
最喜愛的魔法是父母所授的「種出花田的魔法」，此魔法成為貫穿千年的劇情裡極重要的感情連結的象徵。
名字在德語中的意思為「火焰」。
修特爾茲（聲：江口拓也（日本）；王辰驊（台灣））
中央諸國庫雷地區地區戰士之村的最強的戰士，修塔爾克的大哥，被視為族人的驕傲，同時個性溫柔，每逢修塔爾克生日時會做「犒勞努力戰士」之意的漢堡排，是村里是唯一願意接納和指導膽小的修塔爾克的人。後來在魔族襲擊村莊期間和族人挺身應戰，掩護當時年紀尚小的修塔爾克逃走，連同其他族人們死於魔族的手中。
名字在德語中的意思為「驕傲」。
修塔爾克的父親（聲：加瀨康之（日本）；喬資淯（台灣））
中央諸國庫雷地區地區戰士之村的戰士，認為修塔爾克身為戰士是太過軟弱的失敗品。
南方勇者
被公認為最強的人類勇者。被稱為人類最強的秘密是因為他有著能預知未來的魔法。
出發後僅花了一年就將魔族的前線部隊擊破。在北部高原被魔族七崩賢全員加上魔王的心腹·全知的修拉哈特共八位大魔族同時合攻，仍然在八大強者合攻下殺死其中三名七崩賢，之後與修拉哈特同歸於盡。他在北部高原的活躍最終還是得到了當地居民的立像銘記。
曾邀請過芙莉蓮加入他一起討伐魔王，但如他自己所預知的，被芙莉蓮所拒絕。之後向她表示自己已經知道自己無法避開的死期，也知道另一位勇者（欣梅爾）會成功邀請她一起成功擊敗魔王拯救世界；但雖然他知道自己的偉業和犧牲都將在另一位勇者的成功下被歷史埋沒(但事後芙莉蓮清潔他的銅像時，心理吐槽說你的偉業還是有人記得著)，卻還是承諾自己還是必將為真正的勇者開闢前方的道路。在此同時，他也特別告訴了芙莉蓮，欣梅爾會改變她的人生。

### 精靈
本作中的設定是精靈雖然長壽不老、但是缺乏戀愛生殖本能，正在慢慢走向絕種。魔王軍在芙莉蓮年輕時候（也許是因為懼怕精靈因長壽而能達到的高度）曾經對所有精靈下達誅殺令，絕大部分已知的精靈都被屠戮殆盡，世存的精靈已經少到了幾百年才會互相碰到一次同族的程度。
克拉福特（聲：子安武人（日本）；蔣鐵城（台灣））
男性精靈族武僧。為人慷慨虔誠，從遠古留下的雕像看來，似乎在上古時代曾經以戰士之姿做出一番英雄事業，但現在已無人記得他的名字、知曉他的偉業，於是開始信仰女神，希望死後能被女神讚賞。
旅行期間通過休維亞山脈後，因為火種被暴風雪熄滅，為躲避風雪而暫住在蒂克地方的山間避難小屋，偶遇躲避暴風雪的芙莉蓮等人，偕同芙莉蓮等人生活兼幫助修塔爾克訓練長達半年的時間。雖然與芙莉蓮一樣活了非常多年，但在避難小屋相遇之前兩者互不認識，連對方的名氣也沒聽過。
名字在德語中的意思為「力氣」。
米莉亞爾黛
女性精靈族，芙莉蓮的熟人。曾為了消磨時間，在石碑記錄「皇帝酒」是最美味的好酒。
名字在德語中的意思為「十億」。
米諾斯
女性精靈族。持有聖杖之證，原為三位僅存的大魔法使其一。據影中戰士所述，因帶給南方諸國無盡的戰亂而被稱作「叛逆魔女」，二十年前被帝國所屬的戰士萊維討伐。
名字在德語中的意思是「減少」。

### 神話時代人物
女神
開天闢地的創世神，僧侶魔法的力量之源。虔誠的僧侶擁有「女神加護」，對詛咒有抗性，並與信仰的堅定成正比。
由作中留存的文物顯示女神似為精靈，但並無真正現身的紀錄，是否存在仍舊存疑。
埃維希（Ewig）
神話時代的賢者，據說是世界上唯一能控制魔物的魔導具「控制的石環」的製造者。有一本英雄譚紀錄著神話時代的事物、魔物等。與弗蘭梅相同，現存的著作多為偽作。
名字在德語中的意思為「永遠、長久」。